# Йосифов, Йордан
Йо́рдан Йо́сифов (болг. Йордан Йосифов; 12 августа 1932, Болгария — 23 декабря 2014, Болгария) — болгарский футболист, играл на позиции вратаря; бронзовый призёр Олимпийских игр 1956 года.

## Биография

### Клубная карьера
Йосифов в течение пяти сезонов играл за софийскую «Славию», в составе которой в 1952 году выиграл Кубок Болгарии, а затем стал основным вратарём.
В 1958 году перешёл в софийский «Локомотив», в котором отыграл 5 сезонов, после чего вернулся в софийскую «Славию», в котором отыграл сезон и завершил игровую карьеру.

### Карьера в сборной
В составе сборной Болгарии был участником олимпийского турнира 1956 года, на котором болгары завоевали бронзовые медали. Всего за сборную Болгарии сыграл 13 матчей.

### Смерть
Скончался 23 декабря 2014 года в возрасте 82 лет.

## Достижения
«Славия» (София)
- Обладатель Кубка Болгарии по футболу (1): 1952

 Болгария
- Бронзовый призёр Олимпийских игр (1): 1956